# Seabiscuit (film)
Seabiscuit is een drama-thrillerfilm uit 2003, die gebaseerd is op het boek Seabiscuit, an American legend.
De film vertelt over het leven en de racecarrière van Seabiscuit, een klein paard waarvan het onverwachte succes hem erg populair maakte in de VS aan het einde van de crisisjaren in de jaren 30, tijdens de Grote Depressie.

## Rolverdeling
- Tobey Maguire - John 'Red' Pollard
- Jeff Bridges - Charles S. Howard
- Chris Cooper - Tom Smith
- Elizabeth Banks - Marcela Zabala Howard
- Royce D. Applegate - Dutch Doogan
- William H. Macy - 'Tick Tock' McGlaughlin
- Gary Stevens - George Woolf
- Eddie Jones - Samuel D. Riddle
- Chris McCarron - Charley Kurtsinger
- Valerie Mahaffey - Annie Howard

De rol van Seabiscuit werd door 10 paarden vertolkt.

## Prijzen

### Gewonnen
ASCAP Film & Television Music Awards
- Top Box Office Film: Randy Newman

American Society of Cinematographers
- Outstanding Achievement in Cinematography in Theatrical Releases: John Schwartzman

Hochi Film Awards
- Best Foreign Language Film

USC Scripter Awards
Scripter Award: Gary Ross & Laura Hillenbrand

### Nominaties
Academy Awards
- Best Picture: Kathleen Kennedy, Frank Marshall & Gary Ross
- Best Cinematography: John Schwartzman
- Best Film Editing: William Goldenberg
- Best Art Direction: Jeannine Claudia Oppewall & Leslie A. Pope
- Best Costume Design: Judianna Makovsky
- Best Sound Mixing: Andy Nelson, Anna Behlmer & Tod A. Maitland
- Best Adapted Screenplay: Gary Ross

Golden Globes
- Best Performance by an Actor in a Supporting Role: William H. Macy
- Best Motion Picture - Drama

Grammy Awards
- Best Soundtrack Album for a Motion Picture, Television or Other Visual Media: Randy Newman

Writers Guild of America Awards
- Best Adapted Screenplay: Gary Ross